# سميرة سعيد
سميرة سعيد (مواليد 10 يناير 1958) هي مغنية مغربية تعيش في مصر وحاصلة على الجنسية المصرية. تُعتبر من أقدم الفنانات العربيات المستمرات إلى حد اليوم. بدأت مشوارها الفنّي في العاشرة من عمرها، حيث شاركت في برنامج للمواهب بالتلفزيون المغربي، وغنّت لأم كلثوم، ولفتت إليها الأنظار.

## عن حياتها
عام 1969، وهي في سنّ الحادية عشر من عمرها، قدمت أغنية بعنوان «رمضان أقبل» من كلمات الشاعر مصطفى بدوي ولحن عبد الحميد بنبراهيم. وبعدها في عام 1970 كان من المفترض أن تغني أغنية «معجزات ملك» التي لحنها لها الأستاذ عبد النبي الجيراري، ولكن بسبب وقوع خلاف بينه وبين الفرقة الموسيقية لم تغنها سميرة، ومن ثم سجلها الفنان محمود الإدريسي بصوته. وفي 16 يناير 1971 أصدرت سميرة سعيد أسطوانة لأغنية بعنوان «لقاء»، وهي من كلمات محمد كواش ولحن عبد الله عصامي. وهذه الاغنية كانت مفتاح شهرتها إلى خارج وطنها المغرب، حيث تلقّت، على إثر صدورها، دعوات للمشاركة في حفلات غنائية في تونس والجزائر. سافرت إلى مصر في سنة 1977 حيث قدمّت أسطوانتها المصرية الأولى التي تحتوي على أغنيتين؛ «الحب اللي أنا عايشاه» و«الدنيا كدة». وتلقت بعدها دعوات للمشاركة في حفلات غنائية على مستوى الوطن العربي، دعوات من دول الخليج والشرق الأوسط؛ منها لكويت والإمارات وسلطنة عمان، وسوريا والعراق. أثناء زيارتها إلى الإمارات، التقت هناك مجموعة من الفنانين مثل جابر جاسم وعبادي الجوهر وطلال مداح والذين قدموا لها أعمال ليتم طرحها في ألبومها الخليجي الأول بعنوان «بلا عتاب». تعاملت منذ ذلك الحين مع أشهر الملحنين والمؤلفين، لقت تشجيع كبير من الفنان عبد الحليم حافظ وبليغ حمدي، كما تتمتع سميرة بأعمال ناجحة جعلتها تتصدر قائمة أنجح المطربات في الوطن العربي والعديد أشادوا بفنها ومدرستها منهم أصالة وشيرين عبد الوهاب ونجوى كرم وأنغام وديانا حداد وولطيفة وذكري.
قدّمت طوال مشوارها الفني 46 ألبوم منها الاسطوانات والكاترجات والكاسيت والسيدي و500 أغنية، حصدت من خلالها العديد من الجوائز بينها جوائز الموسيقى العالمية وBBC International Music Awards، كما منحها الملك محمد السادس «وسام القائد» في احتفالات عيد العرش 2009م. احيت سميرة سعيد حفلات ناجحة في مختلف دول العالم وصوّرت العديد من أغانيها بطريقة الفيديو كليب.
تزوّجت سميرة سعيد من الموسيقار هاني مهنا ثم انفصلا بعد زواج استمر عدة سنوات ثم تزوجت من رجل الأعمال «مصطفى النابلسي» الذي أنجبت منه ابنها الوحيد «شادي».

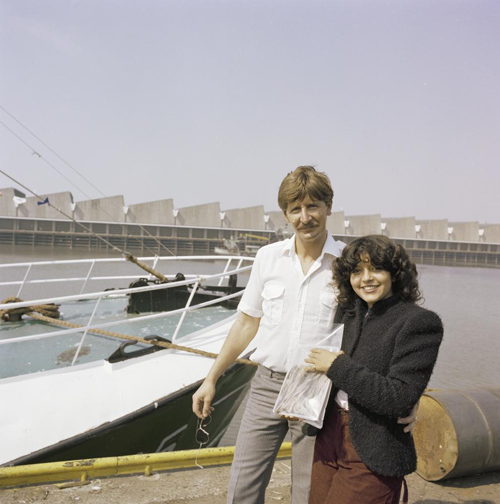
سميرة سعيد خلال مشاركتها في مسابقة يوروفيجن للأغاني عام 1980م

ولدت سميرة عبد الرزاق بن سعيد في مدينة الرباط عاصمة المغرب.وهي خريجة كلية الآداب قسم اللغة الفرنسية بالمغرب. شاركت في برنامج للمواهب في المغرب وهي في عمر 9 سنوات وغنت لكوكب الشرق أم كلثوم. بدأت مشوارها الفني وعمرها 10 سنوات بأول أعمالها (إلهي) و(سبحان الالاه) ومن ثم (قول للمليحة) و(شكونا إلى احبابنا) و(قيس وليلى) بمشاركتها في مسلسل «مجالس الفن والأدب»، وأصدرت أول أسطوانة لها في 1971 بعنوان (لقاء). وانتقلت إلى القاهرة في 1977 حيث قدمت أغنيتين مع محمد سلطان وهما (الدنيا كده) و(الحب اللي انا عايشاه).
وأثناء وجودها في القاهرة وتحديدا في عام 1977 التقت بزميلها الفنان عبادي جوهر الذي كان يقيم حينها في القاهرة وذهبت برفقته وبرفقة الموسيقار بليغ حمدي إلى الإمارات حيث قدمت ألبوم باللهجة الخليجية (بلا عتاب) وقبل نزول الالبوم نزلت أغنية مشوار الحياة في الإذاعات وهي من ألحان طلال مداح وكانت هي أول أغنية يتم تسجيلها من الألبوم الذي كان يضم أغاني من ألحان الفنان الإماراتي جابر جاسم واغنية لعبادي واغنية مشوار الحياة
تزوجت مرتين الأولى من الموسيقار هاني مهنا بين عامي 1988 و1994 ، أما زواجها الثاني فهو من رجل أعمال مغربي وهو مصطفى النابلسي في 1994 وقد أنجبا طفلهما الوحيد شادي 1995 ، وهي حاليا غير متزوجة.
تعتبر الفنانة سميرة سعيد من أقدم الفنانات العربيات المستمرات حتى الآن بعد وفاة الفنانة وردة الجزائرية. سميرة سعيد ومطربات جيلها هم: نعيمة سميح التي بدأت بعد سميرة بسنوات قليله جدآ وعزيزة جلال التي بدأت الغناء بعد سميرة بـ5 اعوام ومن الفنانين العرب ميادة الحناوي التي بدأت بعدها بـ 10 سنين و ماجدة الرومي التي بدأت بعدها بـ7 سنين والفنانين وليد توفيق وهاني شاكر.

## بدايتها
سميرة سعيد أو الديفا كما يُطلق عليها تعد أكثر مطربات المغرب انتشارآ بدأت الغناء في عام 1968 عندما تخرجت من برنامج مواهب مع الملحن عبدالنبي الجيراري وهو المكتشف الحقيقي للفنانة وكما غنت العديد من الأغاني المغربية في اوآخر الستينات والسبعينات ومن اشهرهم «إلهي» و«شكونا إلى حبابنا» و«قل للمليحة» مع عبد النبي الجيراري و«رمضان أقبل» مع عبد الحميد بنبراهيم ومع بداية الدخول إلى السبعينات قدمت «كيفاش تلاقينا» و«لحن الذكريات» مع عبد الله عصامي و«بيت الله» و«أنا من اتباع محمد» مع عبد العاطي أمنا و«لحن جميل» مع عبدالقدار الراشدي و«انا مغلوبة» و«ياقلبي ارتاح» مع حسن القدميري وبعدها قدمت أعمال أخرى مثل فايت لي شفتك وانا والمحال وآش بيني وبينو انتقالها إلى القاهرة كان في 1977 تعاونت مع الكبار مثل محمد الموجي ومحمد سلطان وحلمي بكر وخالد الامير وبليغ حمدي وغيرهم لمعت بأغاني كثيره مثل الحب اللي اناعيشاه وعلمناه الحب وشهرزاد ومن غيرسبب وبعديومين ومش حتنازل عنك وشفت حبيبي وبقى ده اسمه كلام مع حلمي بكر ويادمعتي هدي وكتر الكلام وايش جاب لجاب ويامالك قلبي بالمعروف وليلة الانس ومالك مش زي عوايدك وسيبك منه ياقلبي سيبك ومن غير عتاب والكثير وتعاونت أيضآ من الخليج مع عبادي الجوهر وعبد الرب إدريس وطلال مداح حيث كانت أول مطربه عربية تطرح البوم خليجي كامل وكان هذا في اواخر السبعينات بعنوان بلاعتاب عندما كانت تزور أبوظبي مع الملحن بليغ حمدي للمشاركة في برنامج جديد في جديد استغلت الفرصة وايضآ كانت أول مطربه عربية تغني للعيد الوطني في الإمارات في عام 78 م ومن ثم واصلت بالتجديد والتطور حيث جارت العصر بالانتقال إلى الأغاني الشبابيه.

## محمد سلطان ومحمد الموجي وحلمي بكر
غنت سميرة أول ماذهبت إلى مصر اغنيتين من الحان الموسيقار محمد سلطان في عام 1977م اغنيتين الأولى بعنوان ((الدنيا كده))
والثانية ((الحب اللي انا عيشاه)) وقدمتهم في برنامج ليالي القمر
وقدمت من الحان محمد سلطان العمل اللذي نال على لحنه العديد من الجوائز في المهرجانات العربية (يقولون عني كثيرآ) في عام 1981وفي عام 1987 قدمت البوم كامل بعنوان (حكاية) يحتوي على 4 أغاني و(الليلادي) و(متهيألي) سنة 1983م
وكانت من المفترض ان تغني أغنية من أغاني الفنانة الراحلة فايزة أحمد في سنة 1983
ولكن لم يحدث بسبب وفاة فايزه
غنت من الحان محمد الموجي 6 اغنيات
الأولى مانت (شط الحبايب) في عام 1977 وبعدها في عام 1978 غنت (يادمعتي هدي) في فيلم ساكتب اسمك على الرمال
و (عيد الندى) في 1986 واغنية وطنية دويتو مع الفنان محمود الإدريسي واغنية (انا ليك) في عام 1988
واما الأخيره كانت أغنية (مغربية عربية) في 1989 وتعاونت أيضآ مع الملحن حلمي بكر أول أغنية غنتها من الحانة اسمها (بقى ده اسمه كلام) في بداية 1978 م
وقدمت بعدها من الحان بكر أغنية (ايش جاب لجاب) سنة 1984 م
واغنية (مالك مش زي عوايدك) عام 1984 م
واغنيتين في البوم نزل في عام 1987 م (من غير سبب) و(امرك عجيب) وهم من كلمات الشاعر عمر بطيشه
وايضآ صدر البوم يحتوي على 5 أغاني من إنتاج روتانا عام 1989 م من تلحين حلمي بكر بعنوان (انا ولا أنت)

## الألبومات
| الالبوم                             | السنة     | اللهجة والدولة |
| الدنيا كدة/الحب اللي اناعيشاه       | 1977      | مصر            |
| بلاعتاب                             | 1977      | الخليج         |
| بقى ده اسمه كلام                    | 1978      | مصر            |
| يادمعتي هدي                         | 1978      | مصر            |
| مناديل الوداع                       | 1979      | مصر            |
| احلام الاميرة                       | 1979      | مصر            |
| ضاع فكري                            | 1978      | الخليج         |
| توهه                                | 1980      | مصر            |
| آسفة                                | 1981      | الخليج         |
| علمناه الحب                         | 1982      | مصر            |
| كتر الكلام                          | 1983      | مصر            |
| الليلادي/ متهيالي                   | 1983      | مصر            |
| مالك / ليلة الانس                   | 1984      | مصر            |
| ايش جاب لجاب                        | 1984      | مصر            |
| احكي ياشهرزاد                       | 1984      | مصر            |
| يوم اقابلك فيه/يامالك قلبي بالمعروف | 1985      | مصر            |
| سيداتي سادتي                        | 1986/1980 | مصر            |
| سيبك                                | 1988      | مصر            |
| يا ابن الحلال                       | 1987      | الخليج         |
| مش حتنازل عنك                       | 1987      | مصر            |
| امرك عجيب/من غير سبب                | 1987      | مصر            |
| حكاية                               | 1988      | مصر            |
| انا ليك/بعدين نتعاتب                | 1988      | مصر            |
| سيبني لوحدي                         | 1988      | مصر            |
| حنيت لك                             | 1990      | ليبيا          |
| انا ولا انت                         | 1989      | مصر            |
| غريبه                               | 1988      | الخليج         |
| انساني                              | 1990      | مصر            |
| شفت القمر                           | 1991      | الخليج         |
| خايفة                               | 1992      | مصر            |
| آه من عينك                          | 1993      | الخليج         |
| عاشقة                               | 1993      | مصر            |
| انت حبيبي                           | 1994      | مصر            |
| كل دي إشاعات                        | 1996      | مصر            |
| ع البال                             | 1998      | مصر            |
| روحي                                | 1999      | مصر            |
| ليلة حبيبي                          | 2000      | مصر            |
| يوم ورا يوم                         | 2002      | مصر            |
| قويني بيك                           | 2004      | مصر            |
| أيام حياتي                          | 2008      | مصر            |
| عايزة أعيش                          | 2015      | مصر            |
| إنسان آلي                           | 2021/2023 | مصر - المغرب   |
| ----------------------------------- | --------- | -------------- |

## أغاني فردية
| الاغنية                                                                                  | السنة          | اللهجة والدولة                                                                        |
| ---------------------------------------------------------------------------------------- | -------------- | ------------------------------------------------------------------------------------- |
| ياإلهي                                                                                   | 1968           | عربية فصحى لحن عبدالنبي الجيراري                                                      |
| قل للمليحة                                                                               | 2 ابريل 1969   | عربية فصحى لحن عبدالنبي الجيراري                                                      |
| سبحان الاله                                                                              | نوفمبر 1968    | عربية فصحى لحن عبدالسلام عامر                                                         |
| شكونا إلى احبابنا                                                                        | 2 ابريل 1969   | عربية فصحى لحن عبدالنبي الجيراري                                                      |
| عنقود ندى                                                                                | 1970           | عربية فصحى لحن احمد البيضاوي                                                          |
| لقاء                                                                                     | 10 يناير 1971  | مغربية لحن عبدالله عصامي                                                              |
| بيت الله                                                                                 | 19 ديسمبر 1971 | مغربية لحن عبدالعاطي آمنا كلمات الطاهر سباطة                                          |
| انا من اتباع محمد                                                                        | 27 أكتوبر 1972 | مغربية لحن عبدالعاطي آمنا كلمات الطاهر سباطة                                          |
| لحن الذكريات                                                                             | 10 يناير 1973  | عربية فصحى كلمات محمد علي الرباوي لحن عبدالله عصامي                                   |
| الامجاد العلوية                                                                          | 1974           | مغربية                                                                                |
| بلدي يا اغلى من ولدي                                                                     | 1975           | عربية فصحى لحن العربي الكوكبي كلمات وجيه فهمي صلاح                                    |
| ربي العظيم                                                                               | 16 نوفمبر 1975 | عربية فصحى كلمات نزار مؤيد العظم لحن محمد علي                                         |
| انا مغلوبة                                                                               | 29 يناير 1976  | مغربية                                                                                |
| لحن جميل                                                                                 | 5 ابريل 1977   | مغربية                                                                                |
| ياقلبي ارتاح                                                                             | 13 يوليو 1977  | مغربية                                                                                |
| شط الحبايب                                                                               | 1977           | مصرية                                                                                 |
| قولي بقى تأخرت ليه                                                                       | 1977           | مصرية دويتو مع هاني شاكر                                                              |
| اغنية وطنية عن دولة الإمارات                                                             | 1978           | عربية فصحى                                                                            |
| زي البحر حبيبي                                                                           | 1979           | مصرية                                                                                 |
| من غير عتاب                                                                              | 1979           | مصرية                                                                                 |
| خسارة الكلام                                                                             | 1979           | مصرية                                                                                 |
| عزيزة ويونس                                                                              | 1979           | مصرية                                                                                 |
| ببتسم للشروق                                                                             | 1979           | مصرية                                                                                 |
| نورت بلقاه                                                                               | 1979           | مصرية                                                                                 |
| بطاقة حب                                                                                 | 1980           | مغربية / فرنسية                                                                       |
| أنا والمحال                                                                              | 2 ديسمبر 1980  | مغربية                                                                                |
| صدق الوفا                                                                                | 1980           | خليجية                                                                                |
| خايفة                                                                                    | 1980           | مغربية                                                                                |
| حال واحوال                                                                               | 12 سبتمبر 1981 | مغربية                                                                                |
| بشير الحب                                                                                | 4 ديسمبر 1981  | موشح                                                                                  |
| قصيدة يقولون عني كثيرآ                                                                   | 1981           | عربية فصحى                                                                            |
| يامغالط المعقول                                                                          | 1981           | خليجية                                                                                |
| فايت لي شفتك                                                                             | 21 يناير 1982  | مغربية                                                                                |
| ولعتني ياهوى                                                                             | 1981           | خليجية                                                                                |
| اش بيني وبينو                                                                            | 7 أكتوبر 1982  | مغربية                                                                                |
| سؤال الليل                                                                               | 1983           | مغربية                                                                                |
| اش المعمول                                                                               |                | مغربية                                                                                |
| منور حينا                                                                                | 1989           |                                                                                       |
| (احملني على جاحك) من كلمات د:سعاد الصباح من خلال مشاركتها في كرنفال فنون الإمارات الثالث | 1993           | خليجية الكويت                                                                         |
| على كفي                                                                                  | 1988           | سعودية السعودية                                                                       |
| احساس الغربة                                                                             | 1995           |                                                                                       |
| اصرخ اوي                                                                                 | 2001           |                                                                                       |
| صوتك يكفيني                                                                              | 2003           | اماراتية الإمارات العربية المتحدةكلمات: الشيخ زايد بن سلطان ال نهيان الحان: موسى محمد |
| مزيون الاوصاف                                                                            | 2003           | اماراتية الإمارات العربية المتحدةكلمات: الشيخ زايد بن سلطان ال نهيان الحان: موسى محمد |
| امل عمري                                                                                 | 2003           | اماراتية الإمارات العربية المتحدةكلمات: مطلع الشمس الحان: موسى محمد                   |
| وبعدين وياك                                                                              | 2003           | اماراتية الإمارات العربية المتحدةكلمات: حمد بن سهيل الكتبي الحان: موسى محمد           |
| ياقمر نور                                                                                | 1992           | اماراتية الإمارات العربية المتحدة                                                     |
| مشوار الحياة أول اغنية خليجية تغنيها من الحان الفنان الراحل طلال مداح                    | 1977           | خليجي                                                                                 |
| يادمع                                                                                    | 1997           | ليبية ليبيا                                                                           |
| بلاش تزعل ياحبيبي                                                                        | 1989           | ليبية ليبيا                                                                           |
| يادنيا                                                                                   | 1979           |                                                                                       |
| غزيلن فله                                                                                | 1981           |                                                                                       |
| احلى الاعياد                                                                             | 1984           |                                                                                       |
| اخترتك وهيه من الحان الموسيقار احسان المنذر                                              | 1995           |                                                                                       |
| مش رجعالك                                                                                | 1994           | مصرية مصر                                                                             |
| انا والمحال                                                                              | 1980           | مغربية المغرب                                                                         |
| ياقلبي ارتاح                                                                             | 13/07/1977     |                                                                                       |
| فايتلي شفتك                                                                              | 21 يناير 1982  | مغربية المغرب                                                                         |
| آش بيني وبينو                                                                            | 7 أكتوبر 1982  | مغربية المغرب                                                                         |
| لحن جميل                                                                                 | 5 ابريل 1977   | مغربية المغرب                                                                         |
| رمضان اقبل                                                                               | 10 نوفمبر 1969 |                                                                                       |
| خلوه                                                                                     | 2010           | خليجية                                                                                |
| كده حرام                                                                                 | 2010           | مصرية مصر                                                                             |
| انا مغلوبة                                                                               | 29/1/1976      | مغربية المغرب                                                                         |
| مازال                                                                                    | 2013           | مغربية المغرب                                                                         |
| المظلوم                                                                                  | 2015           | خليجية الكويت                                                                         |

## أغاني مشتركة
- قدمت ديو مع الفنان هاني شاكر في عام 1977 باغنية (قولي بقى اتأخرت ليه)
- قدمت اغنيتين مع الفنان محمد ثروت في عام 1979 (عزيزة ويونس) و(خسارة الكلام)
- قدمت دويتو وطني بعنوان (ملك السلام) مع الفنان محمود الإدريسي في عام 1986
- سميرة سعيد هي أول مطربة عربية على صعيد النساء والرجال، تُخْتار وتتلقى دعوة من قبل البابا يوحنا بولس الثاني، للمشاركة ببولونيا بإيطاليا يوم 27 سبتمبر 1997، في حفل ضخم للموسيقى ضمن المؤتمر القرباني الإيطالي الثالث والعشرين. شاركت سميرة سعيد في تريو بعنوان شجرة الإيمان والسلام[5] أو The Tree of Faith & Peace جمع سميرة مع مطربتين كل واحدة تمثل ديانة سماوية وهي الديانة المسيحية، الديانة اليهودية، أما سميرة فهي تمثل الديانة الإسلامية لهدف التسامح والأمل وإحلال السلام والأمن في العالم[6]
- قدمت ديو مع الشاب مامي يوم ورا يوم 2002 والذي حقق نجاحا هائلا
- كما شاركت في أغنية مع نجوم عالميين بالغة الفرنسية والمغربية
- يقال أنها غنت ديو نادر جدا مع الفنانة الراحلة سعاد حسني
- أغنية بي وينر بالاشتراك مع فريق فناير 2010
- قدمت أغنية وطنية دويتو مع الفنان عبد الهادي بالخياط في 1980
- قدمت دويتو مع الفنان سعدون جابر بعنوان (حب العراق) في عام 1989

## الاغاني الوطنية
| الاغنية               | البلد                    | عن                                   | المشاركة                                                                    | سنة            |
| --------------------- | ------------------------ | ------------------------------------ | --------------------------------------------------------------------------- | -------------- |
| شجرة السلام           | الفاتيكان                | تريو باللغة الإنجليزية عن السلام     | مشترك                                                                       | 1996           |
| اسمك حسن وفعلك حسن    | المغرب                   | عن الملك المغربي الراحل الحسن الثاني | منفرد                                                                       | 1972           |
| عراق الكرامة          | العراق                   |                                      |                                                                             | 1983           |
| أصيلة يامصر           | مصر                      | دولة مصر                             | منفرد                                                                       |                |
| غنوة حب               | مصر                      | دولة مصر                             | منفرد                                                                       | 1985           |
| عشتي يا سوريا         | سوريا                    | الجمهورية العربية السورية            | كلمات كمال عمار وألحان سيد مكاوي                                            | 1991           |
| سوريا هي الغالية عليا | سوريا                    | الجمهورية العربية السورية            | منفرد                                                                       | 1995           |
| يا مصر ليكي النصر     | مصر                      | دولة مصر                             | منفرد                                                                       | 1998           |
| بحرالشوق              | الإمارات العربية المتحدة | دولة الإمارات المتحدة                | كلملت الشيخ محمد بن راشد آل مكتوم                                           | 1992           |
| اوبريت السلسبيل       | ليبيا                    | عن لبيا                              | مع عبد الله الرويشد وذكرى وشيرين وجدي وخالد عبد الله وواسم فخري وتونس مفتاح | 1995           |
| لفلسطين اغني          | فلسطين                   | عن دولة فلسطين المحتلة               | منفرد                                                                       | 28 سبتمبر 1986 |
| نهر الشام             | سوريا                    | منفرد                                |                                                                             |                |
| هلت انوارك يامبارك    | مصر                      | عن الرئيس حسني مبارك                 | منفرد                                                                       |                |
| كلنا إنسان            | أفريقيا                  | كأس الأمم الأفريقية 2006             | منفرد                                                                       | 2006           |
| هللت باسمكي           | ليبيا                    | عن لبيا                              | منفرد                                                                       |                |
| مغربية عربية          | المغرب                   | منفرد                                |                                                                             |                |
| زيك في الدنيا         | مصر                      | عن مصر                               | منفرد                                                                       |                |
| اربيل                 | كردستان                  | عن اربيل                             | من الحان هلکوت زاهیر                                                        | 2013           |

- هيه أول مطربه تغني عن العيد الاتحاد الإماراتي في عام 1978 م

## الفيديو كليب
قدمت سميرة على مدار مشوارها الفنى عدد كبير جدا من الأغاني المصورة فقبل ظهور موجة الفيديو كليب صورت سميرة عدد من الأغاني مثل بلاعتاب وبطاقة حب واغانيها المغربية التي قدمتها في اواخر الستينات وبداية السبعينات وأغاني عربية كثيره مثل بنلف وقال جانى بعد يومين ومش هتنازل عنك والقلب ومايريد وكان ذلك في فترة الثمانينات
ومع ظهور ظاهرة الفيديو كليب في أوائل التسعينات صورت سميرة مجموعة رائعة من الكليبات منها بعد الرحيل وعاشقة وشوق على شوق ومش هقدر أوعدك وغيرها
ثم جاءت بعد ذلك مرحلة جديدة على سميرة في أغنية ع البال والتي أحدثت طفرة في عالم الفيديو كليب
ومن أشهر الكليبات التي صورتها سميرة بعد ع البال:
| الأغنية                       | المخرج              | العام                |
| ----------------------------- | ------------------- | -------------------- |
| بطاقة حب                      |                     | شركة فرنسية          |
| بيقولوا بحبك                  |                     | موريفون              |
| قولي يا سمرة                  |                     | موريفون              |
| قلي بقى ديو مع هاني شاكر      |                     | موريفون              |
| يا ليالي                      |                     | موريفون              |
| بكرة                          |                     | موريفون              |
| دوارة السنين                  |                     | موريفون              |
| نبتدي الحكاية                 |                     | موريفون              |
| بلا عتب                       |                     | موريفون              |
| بنلف                          |                     | موريفون              |
| أنا بالعين خصيته              |                     | موريفون              |
| حنيت لك                       |                     | موريفون              |
| ليش الزعل                     |                     | موريفون              |
| غنوة حب لمصر                  |                     | موريفون              |
| احلى عيون                     |                     | موريفون              |
| انساتي سيداتي                 |                     | موريفون              |
| قال جاني بعد يومين            |                     | عالم الفن ،روتانا    |
| سبني لوحدي                    |                     | روتانا               |
| انساني                        | جميل جميل المغازي   | غولدن كاسيت          |
| بان علي                       | جميل جميل المغازي   | غولدن كاسيت          |
| حبيت                          | جميل جميل المغازي   | غولدن كاسيت          |
| غروب شروق                     | جميل جميل المغازي   | غولدن كاسيت          |
| شوق على شوق                   | جميل جميل المغازي   | غولدن كاسيت          |
| خايفة                         | طارق الكاشف         | غولدن كاسيت          |
| يا دمع                        | طارق الكاشف         | غولدن كاسيت          |
| مش عتاب                       | جورج دوس            | غولدن كاسيت          |
| أنا احب                       |                     | غولدن كاسيت          |
| تخلص حكاية                    |                     | غولدن كاسيت          |
| مستعدة                        | عادل عوض            | غولدن كاسيت          |
| عاشقة                         | جميل جميل المغازي   | غولدن كاسيت          |
| بعد الرحيل                    | جميل جميل المغازي   | غولدن كاسيت          |
| مش هقدر اوعدك                 | جميل جميل المغازي   | غولدن كاسيت          |
| بشتقلك ساعات                  | جميل جميل المغازي   | عالم الفن            |
| كل دي إشاعات                  | جميل جميل المغازي   | عالم الفن            |
| وطني الغنا                    | جميل جميل المغازي   | عالم الفن            |
| إيه سهرني                     | جميل جميل المغازي   | عالم الفن            |
| والله عيونك                   | عادل عوض            | عالم الفن            |
| إنت مين                       | جميل جميل المغازي   | عالم الفن            |
| ع البال                       | أرين بوين           | ميجا ستار            |
| روحي                          | دان بروكس           | ميجا ستار            |
| آه من عينك                    | جميل جميل المغازي   | ميجا ستار            |
| أوبريت يا أمتي                | محمد العجمي         | art الموسيقى ،روتانا |
| آه بحبك                       | هادي الباجوري       | ميجا ستار            |
| ليله حبيبي                    | هادي الباجوري       | ميجا ستار            |
| حالة ملل                      | هادي الباجوري       | ميجا ستار            |
| أصرخ قوي                      | علي رجب             | ميجا ستار            |
| يوم ورا يوم ديو مع الشاب مامي | شريف صبري           | عالم الفن            |
| قويني بيك                     | هادي الباجوري       | عالم الفن            |
| ما خلاص                       | هادي الباجوري       | عالم الفن            |
| كلنا إنسان                    | هادي الباجوري       | عالم الفن            |
| حب ميؤوس منه                  | هادي الباجوري       | عالم الفن            |
| اربيل                         | فادي حداد           | هلكوت زاهر           |
| مازال                         | هادي الباجوري       | إنتاج خاص            |
| محصلش حاجة                    | إنجي جمال           | روتانا               |
| ازاي احب                      | عمر يوسف، أحمد عامر | مزيكا                |
| هُليلة                         | نضال هاني           | إنتاج خاص            |
| واقع مجنون                    | نضال هاني           | إنتاج خاص            |
| قط وفار                       | نضال هاني           | تيك توك              |
| زعلنا من بعض                  | نضال هاني           | إنتاج خاص            |
| كداب                          | نضال هاني           | إنتاج خاص            |

## التمثيل
قدمت سميرة فيلم سينمائي واحد فقط في عام 1978 م بعنوان سأكتب اسمك على الرمال مع عزت العلايلي وناهد شريف وسمير صبري من إخراج المخرج المغربي عبد الله المصباحي وغنت سميرة في هذا الفيلم مجموعة من الأغاني الرائعة منها أغنية (يا دمعتى هدى) من الحان محمد الموجي و(شفت حبيبي) الحان خالد الأمير وسجلت ايضاً أغنية (إستعراض السعادة) من الحان منير مراد ولكن لم يتم طرحها لاسباب غير معروفه
وايضآ شاركة في التمثيل في مسلسل مجالس الفن والأدب في عام 1969 م

## تعاونت مع كبار أهل الفن الخليجي
قدمت سميرة مجموعة كبيرة من الأعمال الخليجية بدايتاً مع الراحل طلال مداح والتي غنت له 5 أغاني تقريباً اولهم كانت أغنية (مشوار الحياة) و(يانسمة) في عام 77 م ومن ثم في عام 1980 قدم لها لحن أغنية (صدق الوفا) وغنت من كلماته والحان سامي إحسان أغنية (ولعتني ياهوى) في نهاية 1981م كانت سميرة أول من تغني له أغنية (تصدق ولا احلفلك).
قدمت أغنية واحده من الحان عبادي الجوهر بعنوان (بلاعتاب) في اواسط عام 1977 وغنت ايضاً أغنية واحده في اواخر السبعينات من الحان الفنان البحريني إبراهيم حبيب بعنوان (كل السهارى) ومن ثم تعاونت مع الملحن الكبير سامي إحسان الذي قدم أول لحن بعنوان (يامغالط المعقول) والتي نزلت في بداية عام 1981 ومن ثم لحن لها البوم كامل بعنوان (آسفه) والذي صدر في منتصف عام 1981 وختاماً قدم لها أغنية (ولعتني ياهوى) في نهاية عام 1981 غنت ايضاً سميرة سعيد من كلمات مانع سعيد العتيبة مجموعة أعمال بدايتاً بقصيدة وطنية عن دولة الإمارات من الحان بليغ حمدي في عام 1978 ومن ثم قدم الدكتور مانع سعيد العتيبة لسميرة أغنية (لعبة شد الحبل) وهي من إنتاج 1982 ومن ثم قدمت البوم كامل مع الدكتور عبد الرب إدريس يحتوي على 4 أغاني بعنوان يا ابن الحلال عام 1987 م وسجلت اغنيتين من الحان الفنان البحريني خالد الشيخ من كلمات سعود الشربتلي (عاشق عيونك) و(لاتخاطر بالفراق) في عام 1987 ولكن لم يتم إطلاقهم حتى الآن والاسباب غير معروفه، وقدمت بعدها مع الشاعر السعودي سعود الشربتلي عملين آخرين بعنوان (انا ليك) وهي من الحان محمد الموجي و(وبعدين نتعاتب) من الحان سيد مكاوي تم طرحهم شريط كاسيت سنة 1988 م وبهم ختمت سميرة مشوارها مع الاغاني الطويله أو المطولات وتعاونت مع الشاعر السعودي عبد الرحمن الحوتان في أغنية على كفي سنة 1988 م
وغنت من كلمات الشيخ محمد بن راشد عملين بعنوان الأول بعنوان (انا بالعين خصيته) والثاني بعنوان (ياقمر نور) في عام 1992 وتعاونت مع الفنان اليمني أحمد فتحي وتعاونت مع إبراهيم جمعه
وغنت من كلمات د سعاد الصباح مجموعة أعمال بدايتاً أغنية (حب العراق) في 1989 دويتو مع الفنان سعدون جابر ومن ثم شاركة في اوبريت وطني عن الكويت بعنوان «نقوش على عباءة الكويت» من كلمات سعاد الصبح وختاماً كانت مع أغنية (احملني على جناحك) 1993 م
وتعاونت سميرة مع العديد من شعراء وملحنين الخليج العربي.

## سميرة سعيد وتعاونها مع الموسيقار بليغ حمدي

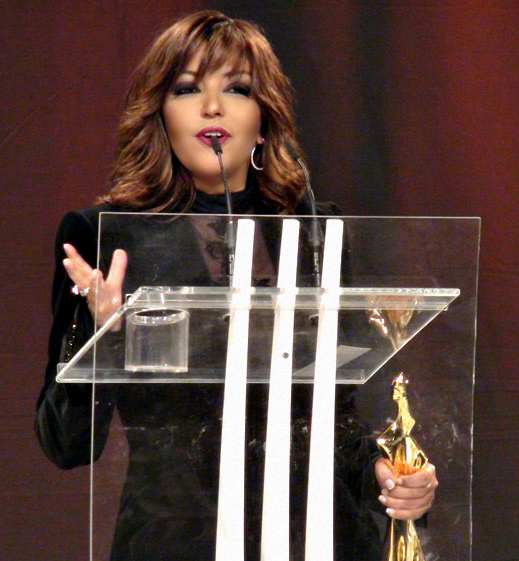
تكريم سميرة عن مسيرتها في مهرجان بيروت الدولي 2011.

لحن لها الموسيقار الراحل بليغ حمدي الكثير من الأغاني مثل البداية كانت بلحن لقصيدة وطنية عن دولة الإمارات في علم 1978 من كلمات د مانع سعيد العتيبة ومن ثم استمر التعاون بمجموعة أعمال مثل:
- زي البحر حبيبي (1978)
- نورت بلقاه (1978)
- ميل رد السلام (1978)
- ببتسم للشروق (1979)
- داوي الاحزان دويتو مع شاعر الاغنية عبد الرحيم منصور (1979)
- عزيزة ويونس دويتو مع محمد ثروت (1979)
- خسارة الكلام دويتو مع محمد ثروت (1979)
- من غير عتاب (1979)
- علمناه الحب (1982)
- كتر الكلام (1983)
- ليلة الانس (1984)

تعاونت سميرة مع بليغ حمدي في أربع ألبومات وهي:
- مناديل الوداع إنتاج موريفون إصدار سنة 1979:
  - خلاص حبينا
  - نبتدي الحكاية
  - مناديل الوداع
  - قالو عنا كتير
  - دوارة السنين
- مساء الجمال إنتاج موريفون إصدار سنة 1979:
  - بكره
  - انتظار
  - جوه البيوت
  - مساء الجمال
  - أحلام الاميره
- توهه إنتاج صوت الفن إصدار سنة 1980:
  - توهه
  - سيدي ياسيدي
  - صعيدي ولا بحيري
  - هيلا هوب
  - خر هوى
  - بنلف
  - تخونوه لعبد الحليم حافظ
  - آه يالموني
  - فراق غزالي
- ماليش عنوان 1986:[7]
  - ماليش عنوان - إنتاج 1979
  - اتراه يذكرونه - إنتاج 1981
  - اسمر ملك روحي - إنتاج 1984
  - سيداتي سادتي - إنتاج 1980

ولحن لها بليغ أغنية وطنية عن مصر بعنوان (مصر الام تملي تضم) في 1984

## جوائز وتكريمات
حصلت سميرة سعيد على عدد كبير من الجوائز الفنية التي تجاوزت 90 جائزة وتكريم أبرز ماحصدت خلال مسيرتها الفنية كالتالي
- 1989: جائزة التميز والتقدير من مهرجان جرش في الأردن
- 1996: أفضل أغنية نسائية لعلمك أنت في الإمارات
- 2000: أفضل فيديو كليب حالة ملل من مهرجان الاغنية العربية في لبنان
- 2000: جائزة من ميجاستار على البوم ليلة حبيبي
- حصلت على 4 جوائز من مهرجان الاغنية العربية في القاهرة كأفضل مطربة عربية
- 2003:ورلد ميوزك أورد على البوم يوم ورا يوم بحيث حقق اغلى نسبة مبيعات
- 2003:BBC International Music Awards كأفضل مطربة في الشرق الأوسط
- 2003: جائزة تقديريه من خلال مشاركتها في حفلات ليالي دبي في الإمارات
- 2004:اوسكار المحور كأفضل مطربة عربية سنة 2004
- 2008: جائزة الربابة في المغرب
- 2008: جائزة تقديرية من مهرجان ميدل ايست ميوزيك اورد لشرق الأوسط
- 2009: جائزة ART لابداع الفني
- 2009: جائزة ديرجست كأفضل مطربة
- 2009: جائزةمهرجان ميدل ايست ميوزيك اورد لشرق الأوسط كأفضل مطربة
- 2009: جائزةمهرجان ميدل ايست ميوزيك اورد لشرق الأوسط كأفضل أغنية اوام كدة
- 2009: نالت وسام القائد من صاحب الالملك محمد السادس في عيد العرش العاشر
- 2009: جائزة أفضل مطربة عربية وتكريم عن مسيرتها الفنية من مهرجان الموريكس دور في بيروت
- 2010: جائزة تقديرية من اداغة FM
- 2013: ورلد ميوزك أورد علي جائزة أفضل أغنية منفردة ” مازال.[8]
- 2016: جائزة أفضل فنانة عربية الموريكس دور[9]

## جولاتها الفنية
غنت في العديد من الدول العربية
- مصر
- قطر
- المغرب
- البحرين
- ليبيا
- تونس (مهرجان قرطاج)أكثر من 13 مره
- الإمارات العربية المتحدة
- عُمان
- الكويت
- قطر (مهرجان الدوحة الغنائي الأول) 2000
- سوريا
- العراق 1983
- لبنان
- فلسطين 1996
- الأردن (مهرجان جرش)
- الجزائر 1974

## العالم
- إيطاليا في مهرجان الأوروفيزيون سنة 1980 م
- هولندا في عام 2003
- فرنسا
- الفاتيكان 1996 م
- المملكة المتحدة
- الولايات المتحدة
- اليونان
- إسبانيا
- تركيا
- البرازيل
- الصين في 2008
- كردستان العراق 2012

## أهم حفلاتها
غنت في عدد من المهرجانات والاحتفاليات بينها
- مهرجان جرش  الأردن
- مهرجان قرطاج  تونس
- ليالي دبي  الإمارات العربية المتحدة
- مهرجان مسقط  عُمان
- مهرجان الدوحة الغنائي الأول  قطر
- مهرجان الأوروفيزيون  إيطاليا
- ليالي التلفزيون  مصر
- حفلات اضواء المدينة  مصر
- مهرجان اغادير  المغرب
- مهرجان وليلي  المغرب
- ليالي القاهرة  مصر
- مهرجان تطوان  المغرب
- حفلات القصر الملكي  المغرب
- حفلات شم النسيم  مصر
- مهرجان ازوان ((الصحراء المغربية)) المغرب
- مهرجان اوربت في  الإمارات العربية المتحدةدبي
- مهرجان دمشق  سوريا
- مهرجان السلسبيل  ليبيا
- مهرجان فنون الإمارات الثالث 1993 م
- مهرجان الاوتار الخامس
- حفلات شبكة راديو وتلفزيون العربart
- مهرجان كان
- مهرجان شاعر المليون في أبوظبي على مسرح الظفرة 2009 م
- مهرجان موازين المغرب

## الاغاني الدينية
قدمت سميرة سعيد أغاني دينية كثيره في بدايتها الفنية في اواخر الستينات ومع بداية مطلع السبعينات مثل
- إلهي (1968) من الحان عبد النبي الجيراري
- سبحان الاله (1968) من الحان عبد السلام عامر
- رمضان اقبل (1969) الحان عبد الحميد بن إبراهيم
- بيت الله (1971) الحان عبد العاطي أمنا
- انا من اتباع محمد (1972) الحان عبد العاطي أمنا
- ربي العظيم (1975) الحان الفنان محمد علي

واعمال أخرى كثيرة
ومؤخرآ قامت الفنانة سميرة سعيد في نهاية رمضان 2010 سجلت ثلاثة أدعية
- لهتني الدنيا
- أنا من ترابك
- يا رب أنا جيت لكمن كلمات أسامة محرز وألحان هيثم نبيل ومن توزيع عادل حقي.

## مشاركتها كعضو لجنة تحكيم
في نوفمبر 2020 شاركت كعضو لجنة تحكيم برنامج اكتشاف المواهب ذافويس الموسم الخامس وذا فويس سينيور على شاشة إم بي سي  وبرنامج صوت الحياه الذي عرض على قناه الحياه

## وصلات خارجية
- سميرة سعيد على موقع IMDb (الإنجليزية)
- سميرة سعيد على موقع الدهليز
- سميرة سعيد على موقع قاعدة بيانات الأفلام العربية
- سميرة سعيد على موقع ميوزك برينز (الإنجليزية)
- سميرة سعيد على موقع أول ميوزيك (الإنجليزية)
- سميرة سعيد على موقع ديسكوغز (الإنجليزية)